# Едвин Тил
Др Едвин Тил (22. јануар 1928) је био први стални лекар и оснивач службе неуропсихијатрије у Лесковцу.

## Биографија
Др Едвин Тил, је после завршене специјализације формирао одељење у просторијама направљене зграде дуж спољнег зида на јужној страни болничке ограде тзв „брзи воз”.
У тзв. „брзом возу” поред одељења неуропсихијатрије било је и одељење Отолиноралинголошке службе и Очно одељење. Због солидарности и добрих колегијалних односа њихових начелника др Тила, др Радојичића и др Манића, визиту коју су правили била је заједничка за сва три одељења, заједничка канцеларија, заједнички договори и имали су по одређеним питањима и заједнички став.
Иначе, др Едвин Марка Тил, рођен је у Новом Саду 22. јануара 1928. године. Гимназију је завршио у Новом Саду, а Медицински факултет у Београду 1954. године. Од 1955 до 1959. године био је на специјализацији на Неуропсихијатријској клиници у Београду, где је и положио специјалистички испит, а од 1959 до 1965 године радио у Лесковцу у Општој болници у звању начелника одљења. Напушта Лесковац 1965. године и одлази у Нови Сад.
У Новом Саду 1968 добија звање примаријус. 1978. године постаје доктор медицинских наука и доцент на Медицинском факултету у Новом Саду 1980. године, а касније и професор. За време боравка у Лесковцу предавао је Неуропсихијатрију у Средњој медицинској школи. Био је активни члан Подружнице Србског лекарског друштва у Лесковцу, као и на стручној среди, која се одржавала за све лекаре болнице. Дао је значајан допринос у оснивању и раду Неуропсихијатријске службе Лесковац. Одласком др Тила неуропсихијатријска служба остаје без лекара специјалисте.